# Ривера Кусиканки, Сильвия
Сильвия Ривера Кусиканки (Silvia Rivera Cusicanqui; род. 1949) — боливийская феминистка, социолог, историк и теоретик субалтерных исследований.
Она апеллирует к анархистской теории, а также к космологии кечуа и аймара. Бывший директор и давний член Taller de Historia Oral Andina (Мастерской по устной истории Анд), в течение почти двух десятилетий проводившей постоянную критику западной эпистемологии как в научных работах, так и в активизме. Сама Кусиканки как активистка напрямую работает с инициативами коренных народов Боливии, такими как катаристское движение и движение производителей коки.
Среди её известных работ: «Угнетённые, но не побеждённые: крестьянская борьба среди аймара и кечуа в Боливии, 1900—1980 гг.» (Женева: UNRISD, 1984), «Ч’иксинакакс Утксива: размышления о практиках и дискурсах деколонизации» и «Политика и идеология колумбийского крестьянского движения: случай ANUC (Национальная ассоциация мелких крестьянских собственников)».